# 埃爾蒙特 (智利)

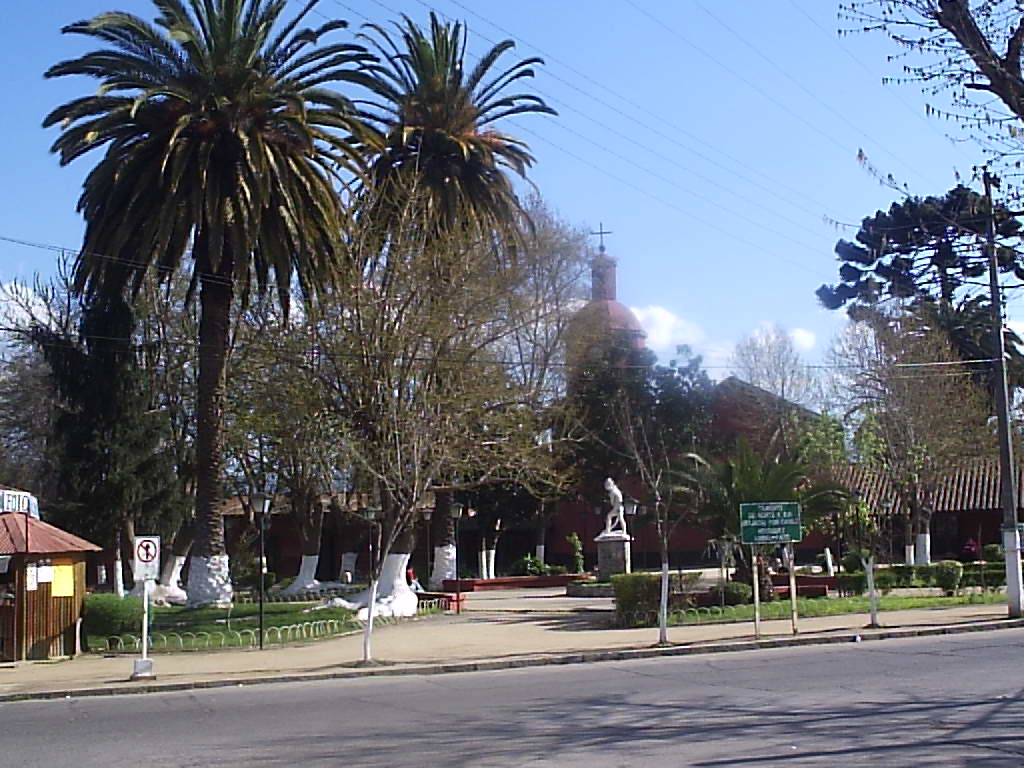

艾爾蒙地（西班牙語：El Monte），是智利的城市，位於該國中部聖地牙哥首都大區的塔拉甘特省，始建於1895年，面積118平方公里，海拔高度239米，2002年人口26,459人，人口密度每平方公里220人。
33°41′S 71°1′W / 33.683°S 71.017°W